# Ricardo Costa
Ricardo Miguel Moreira da Costa (wym. [ʁiˈkaɾdu ˈkɔʃtɐ]; ur. 16 maja 1981 w Vila Nova de Gaia) – portugalski piłkarz grający na pozycji obrońcy.

## Kariera klubowa
W wieku 11 lat trafił z Valadares Gaia FC do młodzikowych drużyn Boavisty w której był do lipca 1999 kiedy to zmienił klub na FC Porto B. Dwa lata później został przeniesiony do głównej drużyny FC Porto. W Porto właśnie zdobył większość swoich trofeów klubowych. W sezonie 02/03 zdobył Puchar UEFA, a sezon później Ligę Mistrzów. W lipcu 2007 przeszedł do niemieckiego klubu VfL Wolfsburg. 29 stycznia 2010 roku został wypożyczony do francuskiego Lille, a 17 maja 2010 przeszedł do Valencii. W lipcu 2014 roku odszedł do Al-Sailiya. Od stycznia 2015 reprezentował barwy greckiego klubu PAOK. W lutym 2016 przeszedł do hiszpańskiej Granady CF, następnie w lipcu 2016 dołączył do szwajcarskiego klubu FC Luzern. W lipcu 2017 zmienił klub na portugalskie CD Tondela. W sierpniu 2020 powrócił do Boavisty. Tam też zakończył karierę piłkarską.

## Kariera reprezentacyjna
Wystąpił na Mistrzostwach Świata 2006 na których zajął z reprezentacją Portugalii 4. miejsce. Wystąpił też na Mistrzostwach Świata 2010 oraz 2014.
Uczestniczył również w Igrzyskach Olimpijskich w 2004. Oraz wystąpił na Mistrzostwach Europy U21 2004 i na Mistrzostwach Europy 2012.

## Sukcesy piłkarskie
- Mistrzostwo Portugalii (2002/03, 2003/04, 2005/06, 2006/07) z FC Porto
- Mistrzostwo Niemiec (2008/09) z VfL Wolfsburgiem
- Zwycięstwo w Lidze Mistrzów (2004) z FC Porto
- Zwycięstwo w Pucharze UEFA (2003) z FC Porto
- Zwycięstwo w Pucharze Portugalii (2003, 2006) z FC Porto
- Zwycięstwo w Superpucharze Portugalii (2003, 2004, 2005, 2006, 2007) z FC Porto
- Zwycięstwo w Pucharze Interkontynentalnym (2004, 2005) z FC Porto
- 4. miejsce na Mistrzostwach Świata 2006 z reprezentacją Portugalii